# SoftBank 911SH
SoftBank 911SH（ソフトバンク911SH）はシャープが開発しソフトバンクモバイルが販売するW-CDMA通信方式の携帯電話端末。2006年（平成18年）11月25日発売。
通称は「AQUOSケータイ 2nd MODEL」。
後継機種は、AQUOSケータイ 3rd MODELのSoftBank 912SH、2007年（平成19年）6月9日発売。

## 概要
大ヒットとなったAQUOSケータイ 1st ModelのSoftBank 905SHの後継モデルに位置づけられ、多くの点でブラッシュアップされている。
- 液晶画面：2.6インチ→3.0インチ
- 厚さ：27mm→22mm
- 重さ：143g→138g
- バッテリー：910mAh→940mAh

- これまで慣れ親しんだ機種とほぼ同じ操作感で使用できる「S!おなじみ操作」に対応。
- ステレオスピーカーからモノラルスピーカーになり、地上アナログテレビ放送チューナー、FMラジオチューナーは搭載されていない。
- 売れ行きとしては2006年12月、2007年1月、2007年2月と3ヶ月連続でワンセグ機種では売り上げ1位であった。後継機種のAQUOSケータイ 3rd MODEL、SoftBank 912SH発売後の2008年1月でも、ソフトバンク携帯電話内ではベスト10位にランクインするほどのロングセラーであった。
- この機種以降のソフトバンクかつシャープ製のワンセグ端末に限り、電波状況が5段階で常時表示されているため、電波状況の推移がつかみやすく、アンテナの向きも調節しやすい。
- この機種以降、ソフトバンクのワンセグ端末はアナログテレビチューナーを搭載しなくなる。

### ワンセグ
- ワンセグ連続再生時間は約5時間(TVアンテナ付きステレオイヤホンマイク使用時)。
- YAMAHAのオーディオチップ搭載により、サウンド効果の変更が可能。

- 標準
- ニュース
- スポーツ
- ドラマ

- バラエティ
- ミュージック
- 映画
- BASS

- サラウンド
- サラウンドBASS

- 録画機能
  - microSDへの録画が可能 （連続最大4時間30分まで）
  - 予約録画：Gガイドモバイルによる予約録画。
  - 繰り返し録画：指定した時間に毎日録画可能。

- 再生機能
  - 早送り：1.33～120倍速の5段階。
  - 早戻し：2～120倍速の4段階。
  - スキップ再生：15秒前、30秒先へのスキップ再生が可能。
  - マーカー機能：マーカーを付けた場所からの再生、スキップが可能。
  - リピート再生：録画したデータを自働的に繰り返し再生可能。

- 編集機能

録画した映像を分割編集可能。
| 容量  | ワンセグ     |
| ----- | ------------ |
| 64MB  | 約20分       |
| 128MB | 約40分       |
| 256MB | 約1時間20分  |
| 512MB | 約2時間40分  |
| 1GB   | 約5時間20分  |
| 2GB   | 約10時間40分 |

## 主な機能・サービス
- ミュージックプレイヤー
- 赤外線通信（IrDA）(高速赤外線対応)
- マイ絵文字
- フィーリングメール
- カスタムスクリーン
- バイリンガル
- QRコード読み取り・作成
- ドキュメントビューア（Microsoft Word（.doc）・Microsoft Excel（.xls）・Microsoft PowerPoint（.ppt）・PDFデータ（.pdf）のみ。）
- 顔認証機能
- シークレットモード
- 国際ローミング非対応

| 主な対応サービス ×=非対応 | 主な対応サービス ×=非対応 | 主な対応サービス ×=非対応 | 主な対応サービス ×=非対応 |
| ------------------------- | ------------------------- | ------------------------- | ------------------------- |
| S!一斉トーク              | S!ともだち状況            | Yahoo!mocoa               | S!ループ                  |
| S!タウン                  | S!速報ニュース            | S!情報チャンネル          | S!FeliCa                  |
|                           | PCサイトブラウザ          | 電子コミック              | S!アプリ                  |
| 着うたフル／着うた        | デコレメール              | S!電話帳バックアップ      | 3Gお天気アイコン          |
| コンテンツおすすめメール  | TVコール                  | ×（世界対応ケータイ）     | ×（S!GPSナビ）            |
| デルモジ表示              | ワンセグ                  | ×（3G ハイスピード）      | おなじみ操作              |

### Bluetooth対応プロファイル
- HFP（Hands-Free Profile） ハンズフリー
- HSP（Headset Profile） ヘッドセット
- OPP（Object Push Profile）
- FTP（File Transfer Profile）
- BIP (Basic Imaging Profile）
- DUN（Dial-up Networking Profile）ダイヤルアップ接続

## ギャラリー

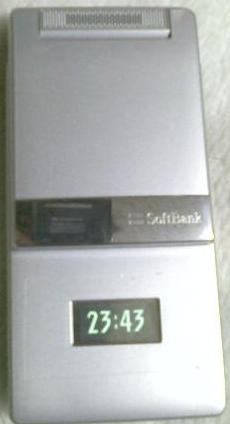
閉じたとき
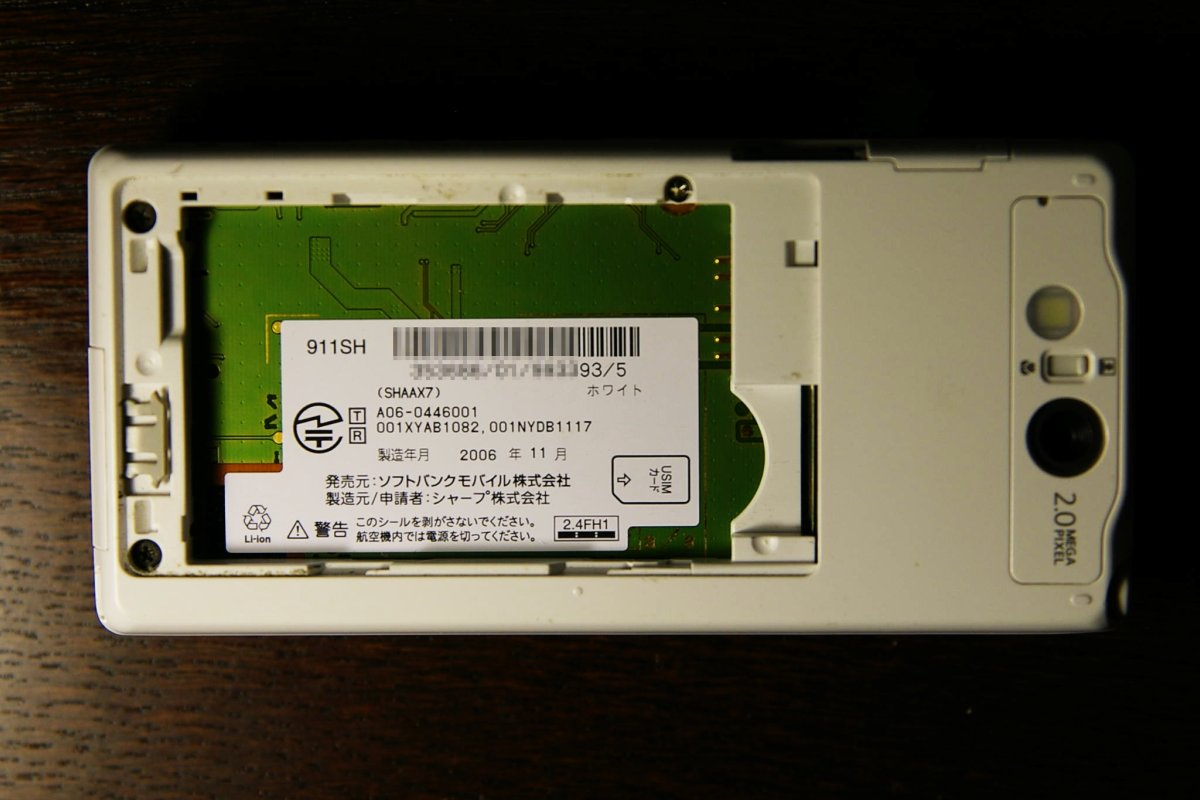
電池を外した時

- デジタルカメラ機能の撮影サンプル

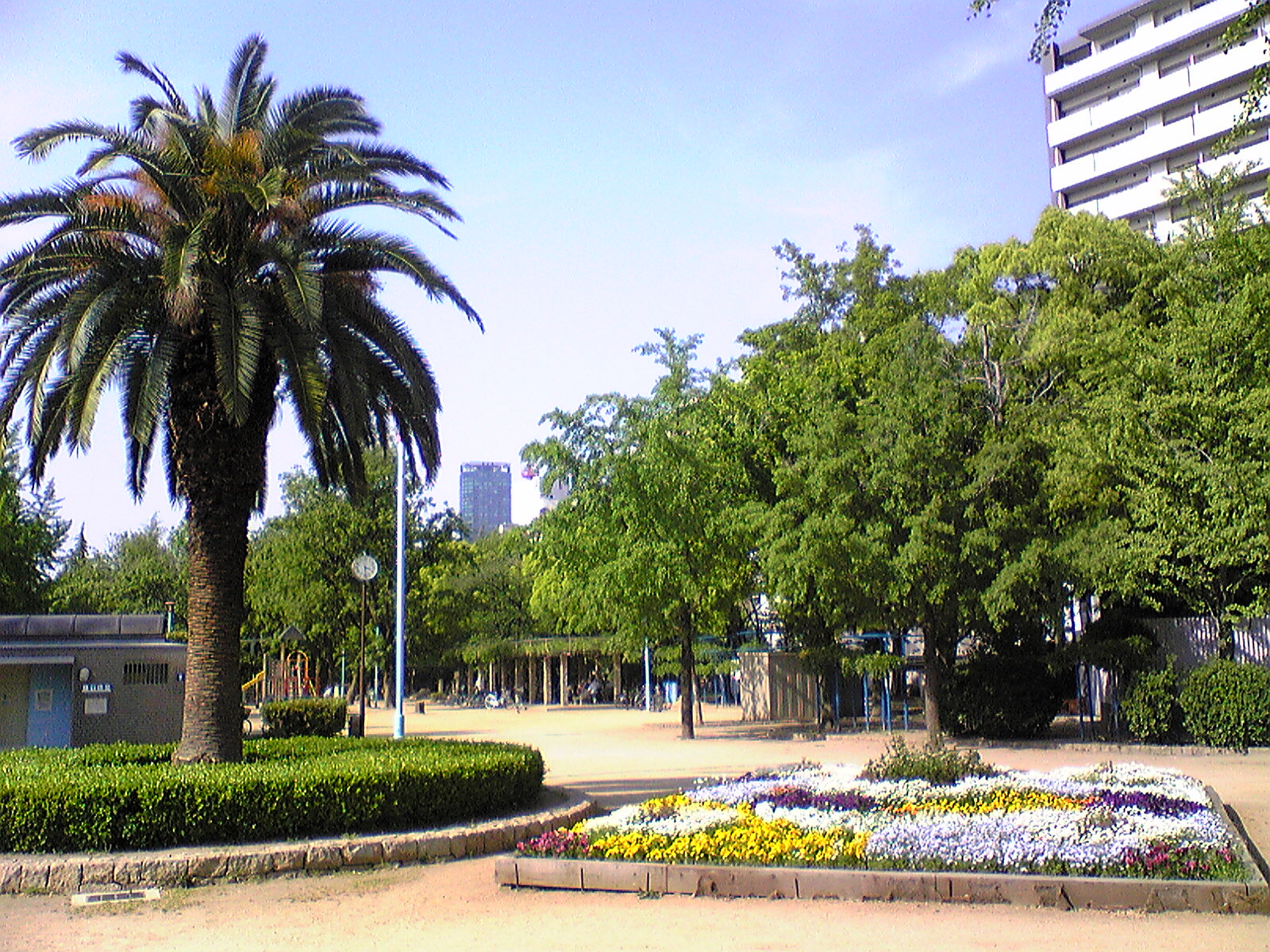
サンプル1 911SH
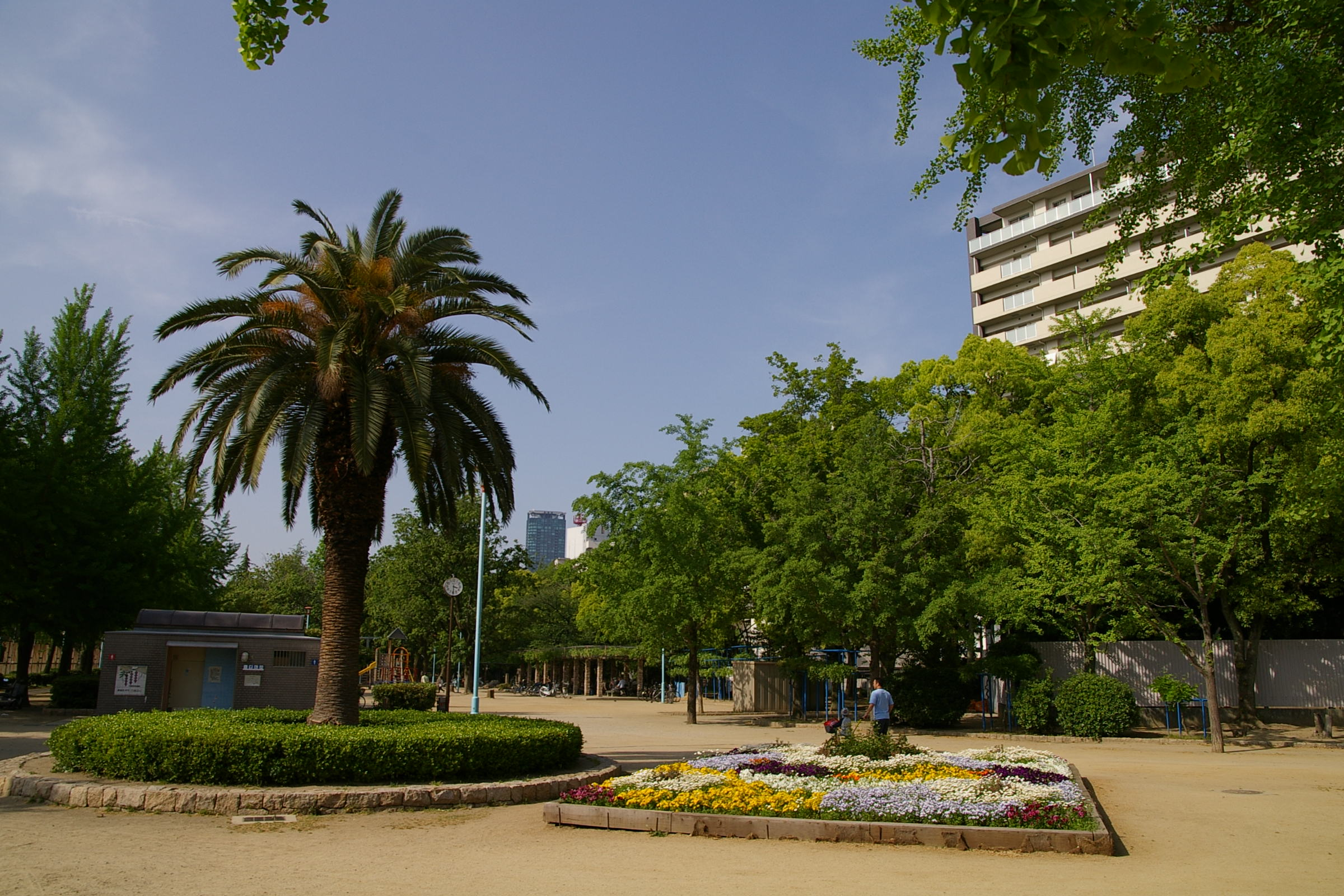
サンプル1 一眼レフ比較用
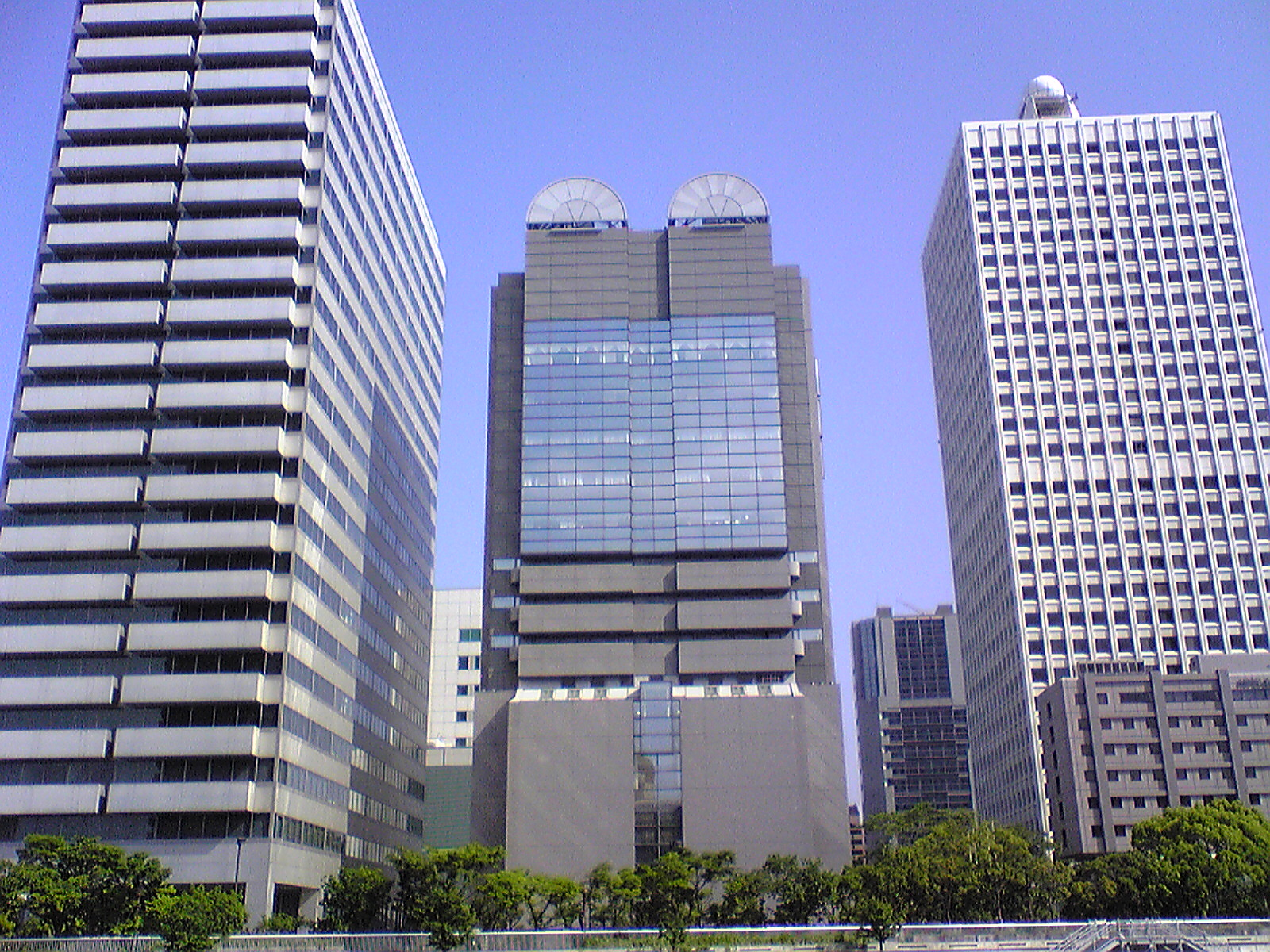
サンプル2 911SH
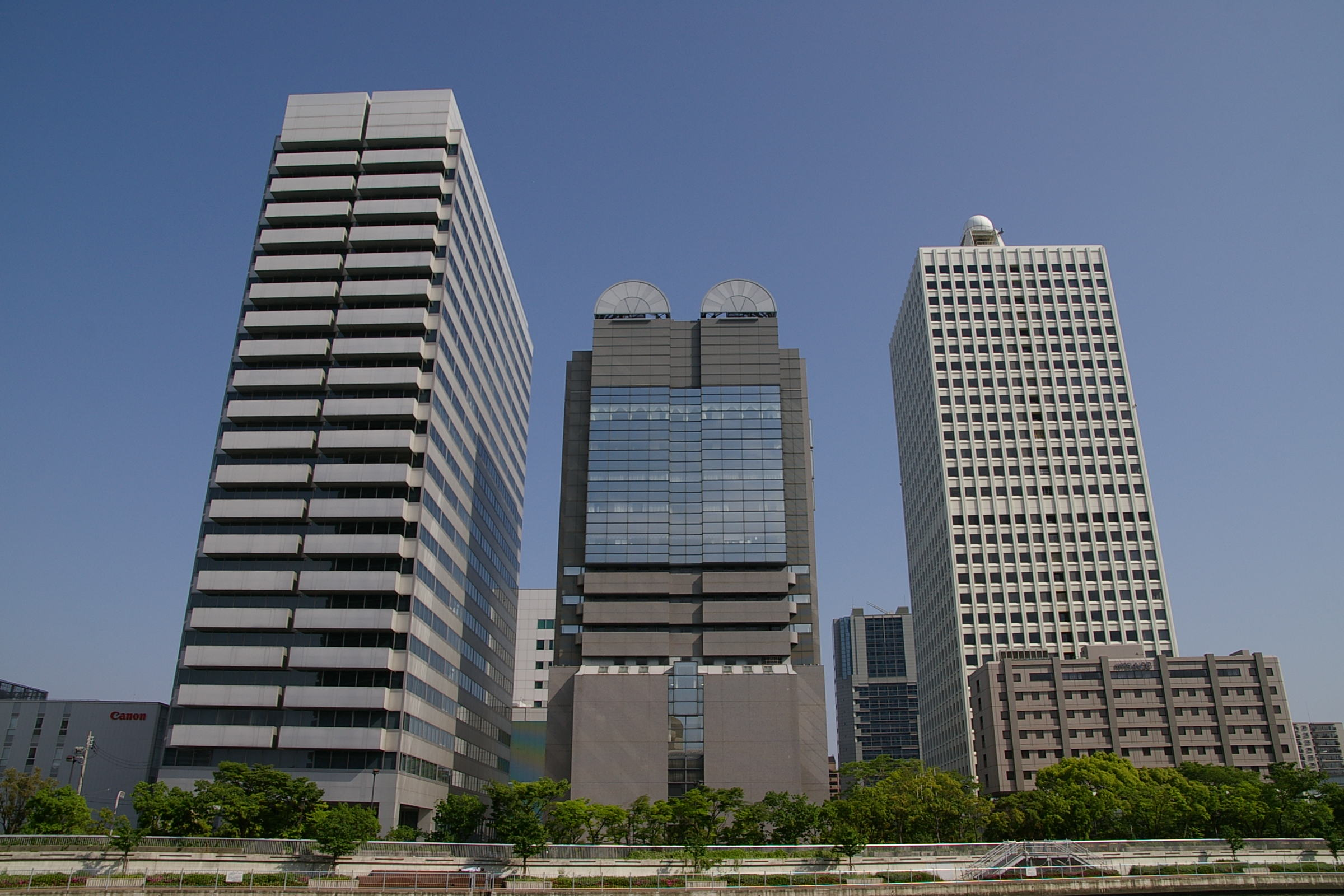
サンプル2 一眼レフ比較用

## 不具合
- 2015年10月9日 - 2016年1月1日以降、日時を正しく表示が出来なくなる不具合。